# Cardiosace chiaromontei
Cardiosace chiaromontei là một loài bướm đêm trong họ Noctuidae.